# Mateaki Kafatolu
Pas d'image ? Cliquez ici

a Compétitions nationales et continentales officielles uniquement.

b Matchs officiels uniquement.
Dernière mise à jour le 1 février 2024.
Mateaki Kafatolu, né le 11 août 1989 à Lower Hutt (Nouvelle-Zélande), est un joueur de rugby à XV international tongien évoluant au poste de troisième ligne aile.

## Carrière

### En club
Mateaki Kafatolu est né à Lower Hutt, et suit sa scolarité au St Bernard's College (en) puis au Te Aute College (en), avec qui il pratique le rugby à XV,.
Après avoir terminé sa scolarité, il joue avec le Petone Rugby Club dans le championnat amateur de la région de Wellington, club dans lequel a joué son frère. En 2009, il élu meilleur joueur du championnat, mais ne parvient pas obtenir un contrat professionnel avec la province de Wellington.
Il décide alors de s'expatrier, et joue deux saisons avec le club amateur japonais des Hokkaido Barbarians (ja), évoluant en Top Club League Est,,.
Après être retourné jouer avec le Petone Rugby, il connaît une nouvelle expérience à l'étranger en 2012, lorsqu'il rejoint la Roumanie, et le RCM Timișoara en SuperLiga,. Avec ce club, il remporte le championnat au terme de la saison, en participant en tant que remplaçant à la finale gagnée face à Baia Mare. 
Peu après sa saison en Roumanie, il fait une nouvelle fois son retour en Nouvelle-Zélande avec son club de Petone. Il est régulièrement le capitaine de son équipe, et continue de faire partie des meilleurs joueurs du championnat,. Néanmoins, il ne parvient toujours pas à obtenir un contrat professionnel avec sa province de Wellington.
Kafatolu effectue une nouvelle pige à l'étranger en 2014, en rejoignant le club srilankais du Navy SC (en) en Dialog Rugby League (en),. Il remporte un nouveau titre à cette occasion, son club terminant la saison invaincue.
L'année suivante, après de bonnes performances avec Petone, il a l'occasion de représenter l'équipe Development (espoir) de la province de Wellington,. Il continue ensuite à jouer au niveau amateur lors des années qui suivent, tout en occupant des emplois dans la maintenance électronique et l'enrobage afin de nourrir sa famille,.
En 2017, alors qu'il considère ses chances de devenir professionnel sont passées, il est contacté par les entraîneurs de Wellington, qui l'invitent à faire partie du groupe élargi d'entraînement de l'équipe professionnelle, évoluant en National Provincial Championship (NPC). Peu après, profitant de plusieurs blessures dans l'effectif, il joue son premier match professionnel à l'âge de 28 ans, contre Tasman le 10 septembre 2017,. Étant titulaire pour les six autres matchs de la saison, il s'impose grâce à son activité défensive comme un élément important de son équipe,. Il participe au bon parcours de sa province, qui remporte le titre du Championship (deuxième division du NPC),. Il joue quatre saisons avec Wellington, dont il est rapidement devenu un joueur cadre,.
En avril 2019, il joue une rencontre avec l'équipe réserve de la franchise des Hurricanes face à l'équipe A du Japon,.
Ne parvenant pas à décrocher un contrat avec une franchise néo-zélandaise de Super Rugby, il rejoint en 2020 l'équipe japonaise des Sunwolves, pour ce qui est leur dernière saison dans ce championnat. Il joue un match amical de présaison face aux Barbarians, mais n'a pas l'occasion de disputer une rencontre officielle avant l'arrêt prématuré de la compétition à cause de la pandémie de Covid-19.
Kafatolu reste ensuite pendant un an sans contrat professionnel, tout en continuant de jouer pour Petone, avec qui il passe la barre symbolique des cent-cinquante matchs en mai 2021.
En décembre 2021, il est recruté par le club français du Castres olympique, après avoir été repéré par Pierre-Henry Broncan et recommandé par son compatriote Paula Ngauamo. Il s'engage dans la foulée sur la base d'un contrat de joker médical, compensant les blessures de Mathieu Babillot et Baptiste Delaporte. À peine arrivé, il joue son premier match en tant que remplaçant le 18 décembre 2021 contre la province irlandaise du Munster en Coupe d'Europe. Il est titularisé pour la première fois avec le club tarnais moins d'un mois plus tard pour le match retour face à la même équipe. Il effectue à cette occasion une prestation remarquée, qui lui vaut d'être élu meilleur castrais de la rencontre par les supporters du CO,. Il joue son premier match de Top 14 le 5 février 2022 contre le RC Toulon, et fait partie du « XV de la semaine » du Midi olympique après une nouvelle performance aboutie,,. Il joue un total de sept rencontres lors la saison, et ne dispute pas les phases finales qui voient son équipe terminer à une place de finaliste. Malgré de bonnes sorties sous le maillot castrais, il n'est pas conservé au terme de la saison et quitte le club.
Peu après son départ de Castres, Kafatolu s'engage avec l'Aviron bayonnais, récemment promu en Top 14, pour un contrat d'une saison, plus une autre en option,. Peu utilisé dans son nouveau club (huit matchs dont deux titularisations), son année optionnelle n'est pas activée et il quitte le club en juin 2023.

### En équipe nationale
Mateaki Kafatolu est sélectionné pour la première fois avec l'équipe des Tonga en juin 2021, alors qu'il est âgé de presque 32 ans. Il obtient sa première sélection contre la Nouvelle-Zélande le 3 juillet 2021 à Auckland,. Il joue un total de sept test-matchs lors de sa première saison internationale.

## Palmarès

### En club
- Vainqueur du Championnat de Roumanie en 2012 avec Timișoara.
- Vainqueur du Championnat du Sri Lanka en 2014 avec le Navy SC.
- Vainqueur du NPC Championship en 2017 avec Wellington.
- Finaliste du Top 14 en 2022 avec le Castres olympique[Note 2].

## Statistiques en équipe nationale
- 7 sélections avec l'équipe des Tonga depuis 2021[2].
- 0 point.